# Walther Buhle
Walther Buhle (Heilbronn, 26 ottobre 1894 – Stoccarda, 28 dicembre 1959) è stato un generale tedesco, che fu capo dello staff dell'esercito dell'Oberkommando der Wehrmacht nel 1942 e capo degli armamenti dell'esercito tedesco nel 1945, rimanendo ferito durante l'attentato a Hitler del 20 luglio 1944.

## Biografia
Walther Buhle entrò nel Deutsches Heer come cadetto nel 1913. Nella prima guerra mondiale, fu ufficiale di fanteria e, nel 1915, fu gravemente ferito. Tra le due guerre mondiali, fu membro dello staff della Reichswehr, della fanteria e della cavalleria. Poco prima dello scoppio della seconda guerra mondiale, fu promosso al grado di colonnello della Wehrmacht. Un nazista convinto, fu ricompensato per la lealtà e il duro lavoro con la nomina a capo della sezione delle organizzazioni dell'Oberkommando des Heeres, come diretto superiore del colonnello Claus Schenk von Stauffenberg, per il quale non era particolarmente congeniale.
Fu ferito mentre partecipava alla riunione del 20 luglio 1944, quando proprio il suo subordinato Stauffenberg piazzò una bomba nel quartier generale della Tana del Lupo a Rastenburg, nella Prussia Orientale, per uccidere Adolf Hitler. Entrò nella sala conferenze con Stauffenberg e, durante il discorso introduttivo del generale Adolf Heusinger, quando fu sollevato un punto a cui ci si poteva aspettare che Stauffenberg rispondesse, era perplesso che questi non fosse più presente e lo cercò nel corridoio. Il capo telefonista Arthur Adam gli disse che aveva lasciato l'edificio e quindi ritornò alla conferenza. Pochi minuti dopo, la bomba esplose.
In seguito, si riprese dalle ferite e, negli ultimi giorni della Germania nazista, Hitler lo nominò capo degli armamenti dell'esercito tedesco. Partecipò alla battaglia di Berlino e si trincerò nel campo di Zossen, a Maybach II, precedentemente occupato dall'Abwehr.
In seguito alla fine della guerra, fu prigioniero per due anni degli alleati americani, dal maggio 1945 al giugno 1947. In seguito, ritornò a Stoccarda, dove morì nel 1959, all'età di 65 anni.

## Filmografia
- Stauffenberg - Attentato a Hitler, regia di Jo Baier (2004), interpretato da Uwe Zerbe.